# Henrik Lund-Andersen
Henrik Lund-Andersen (født 9. maj 1945 i Hellerup) er en dansk læge og professor i øjensygdomme ved Rigshospitalet Glostrup.
Han blev uddannet cand.med. fra Københavns Universitet i 1970 og dr.med. samme sted i 1978. Han blev efterfølgende specialist i øjensygdomme i 1984 og professor i 2018. Siden 2017 har han desuden arbejdet som praktiserende speciallæge ved Gribskov Øjenklinik.
I perioden 2015-2018 var han overlæge på Rigshospitalet Glostrups øjenafdeling, ledende overlæge i Region Hovedstadens samlede øjenafdeling 2008-2015, institutleder ved Institut for Neuro- og Sansefag på Det Sundhedsvidenskabelige Fakultet på Københavns Universitet 2007-2012 og administrerende overlæge på Herlev Hospitals øjenafdeling 1995-2006.
Henrik Lund-Andersen er desuden medstifter af Øjenforeningen Værn om Synet og har siden 2019 været formand for menighedsrådet i Vejby Sogn. Han er desuden Ridder af Dannebrog.